# Regatul Scoției
Regatul Scoției (gaelică scoțiană Rìoghachd na h-Alba, scots Kinrick o Scotland, engleză Kingdom of Scotland) a fost un stat localizat în Europa de Vest care a existat între 843 și 1707. Ocupa treimea de nord a insulei Marea Britanie și avea o frontieră terestră cu Regatul Angliei. Frontiera dintre acestea a variat de-a lungul timpului, până în 1482 când Anglia a cucerit orașul Berwick-upon-Tweed. Din 1603 când Iacob VI devine Rege al Angliei sub titlul de Iacob I, cele două regate britanice și Irlanda se află în uniune personală, dar fiecare își păstrează administrația proprie. În timpul Revoluției engleze Scoția participă la conflict, după care este ocupată de trupele parlamentare engleze sub conducerea lui Oliver Cromwell și este incorporată în Commonwealthul Angliei. La Restaurația Stuarților Scoția își recapătă statutul, dar în 1707 cele două regate se unesc formând Regatul Marii Britanii, primul regat ce ocupă întreg teritoriul insulei.
Capitala regatului a fost Edinburgh, cel mai mare oraș al țării, dar a fost precedată de orașele Scone, Dunfermline și Stirling. Actualul monarh al Regatului Unit, Regele Charles al III-lea, este succesorul modern al Regilor și Reginelor Scoției. Titlul de Regină (sau Rege) a Scoției este incorect din 1707.